# Distracción (ort)
Distracción är en ort i Colombia.   Den ligger i departementet La Guajira, i den norra delen av landet, 700 km norr om huvudstaden Bogotá. Distracción ligger 207 meter över havet och antalet invånare är 4 742.
Terrängen runt Distracción är platt åt sydost, men åt nordväst är den kuperad. Runt Distracción är det ganska tätbefolkat, med 75 invånare per kvadratkilometer. Närmaste större samhälle är Fonseca, 4,3 km öster om Distracción. Omgivningarna runt Distracción är en mosaik av jordbruksmark och naturlig växtlighet.